# Notnamaia
Notnamaia — рід приматів, що жили в Африці на початку середнього еоцену. Він містить один вид, N. bogenfelsi. Його описувачі вважали його ранньою мавпою, але інші дослідники загалом віднесли його до Strepsirrhini, можливо, разом із джебелемуридами або ценопітеками.